# رمثان (الرقة)
رمثان قرية سورية تتبع ناحية المنصورة في منطقة الثورة في محافظة الرقة. بلغ عدد سكانها 331 نسمة في عام 2004 حسب إحصاء المكتب المركزي للإحصاء.